# 보츈
보츈은 애니메이션 "성전사 단바인"에 등장하는 가공의 병기, 오라 배틀러이다. 나 나라와 라우 나라가 공동으로 개발한 양산형이다.

## 기체해설
보존의 후계기적 기체로, 단바인의 설계 사상을 기초로 코몬이 다루기 쉽도록 개량되었다. 오라 계수가 1을 넘는 것에서, 오라증폭기도 탑재하고 있다고 생각된다. 공중에서의 격투전에 특화한 설계이지만, 드레이크 군 주력 오라 배틀러와 비교해서 화력이 부족한 점을 문제점으로 들 수 있다. 무장은 오라 소드에, 양쪽 넓적다리에 오라 발칸을 내장하다. 또, 미약하지만 소드에 오라를 축적할 수 있는 첫 기체다.
와인 레드 색 기체는 단바인으로 갈아탈 때까지 마벨 프로즌이 사용하고, 당초색의 양산기에는 니 기븐, 킨 키스도 탑승했다. 라우 나라의 왕 포이존 고 전용의 감색 기체도 있다. 이외에 나 나라의 친위대가 사용하는 백색 기체가 있다. (나 나라 국왕친위대 “보튠'의 베이스가 되었다.)
스탭 사이에서는 독특한 형상 때문에 갸오스라는 애칭으로 부르고 있었다 (또, 머리부분의 모양 때문에 베르크 캇체라는 애칭으로 불리는 경우도).
성전사 단바인 성전사 전설에서는, 장갑을 강화한 중장갑 보츈이 등장하고 있다.

## 같이 보기
- 오라 머신 목록